# Tito Lívio
Tito Lívio (em latim: Titus Livius; Pádua, c. 59 a.C. – Pádua, 17 d.C.), conhecido simplesmente como Lívio, é autor da obra histórica intitulada Ab urbe condita ("Desde a fundação da cidade"), onde tenta relatar a história de Roma desde o momento tradicional da sua fundação, 753 a.C., até ao início do século I da Era Cristã, mencionando desde os reis de Roma, tanto os primeiros, como os Tarquínios.

## Biografia
Tito Lívio nasceu em Patavium (atual Pádua), no ano de 59 a.C. De origem humilde, a base de sua educação foi o estudo de filosofia. Graças a sua competência profissional como escritor, adquiriu uma situação econômica confortável. Cresceu por entre guerras civis que assolaram a Península Itálica antes e depois da morte de Júlio César, e que se encerraram com a vitória de Otávio, futuro imperador Augusto, na Batalha de Áccio (31 a.C.). Talvez esse tenha sido o motivo de Tito Lívio não ter estudado na Grécia, como era comum entre os romanos cultos. Estabeleceu-se em Roma no ano de 30 a.C. e, nesse lugar, adquiriu grande prestígio junto a Augusto, sendo nomeado preceptor do jovem Cláudio, futuro imperador. Apesar disso, manteve-se isolado da política e do círculo de literatos que rodeava o imperador, que incluía Virgílio, Horácio, e Ovídio, e, graças a essa independência, pôde expressar suas próprias ideias. Morreu em Pádua, no ano de 17 d.C.
Tito Lívio escreveu primeiramente algumas obras filosóficas, todas elas perdidas. Nos últimos quarenta anos de sua vida, dedicou-se à narrativa da História de Roma, desde sua fundação até ao ano de 9 d.C. Essa obra, denominada Ab Urbe condita libri ("Desde a fundação da cidade"), é composta por 142 livros, dos quais apenas 35 chegaram a nós. Foi uma realização impressionante em tamanho e abrangência, tornando-se posteriormente um clássico e influenciando a historiografia produzida até o século XVIII — grandes influências foram sentidas em Nicolau Maquiavel, Alexis de Tocqueville e Montesquieu. Para escrever sua obra, Tito Lívio recorreu a diversos textos escritos por historiadores anteriores, dos quais a maioria dos textos sobreviveu apenas em pequenos fragmentos. Contudo, em boa parte da quarta e quinta década de Tito Lívio (ou, seja, dos livros 30 ao 45) podemos ver a utilização direta da obra do grego Políbio como fonte, o que nos permite fazer hoje comparações metodológicas importantes a respeito da forma de se escrever história no mundo antigo.

## Obra conhecida

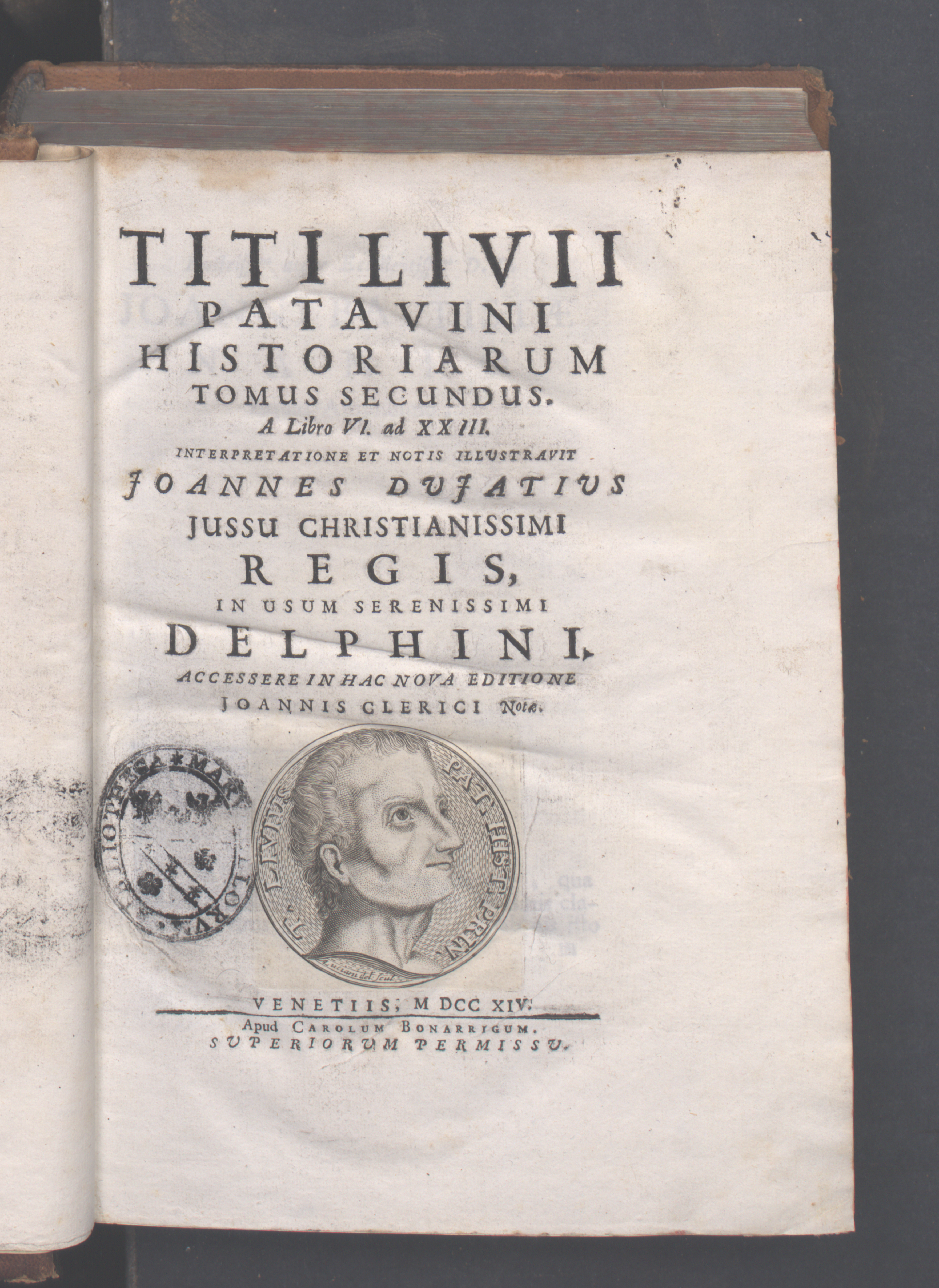
Ab Urbe condita, 1714

O título da sua obra conhecida (embora com lacunas), Ab Urbe Condita, que pode ser traduzido como "Desde a fundação da cidade", deixa claro que o autor pretendia narrar a história de Roma desde a sua mítica fundação. A obra está concebida como uma narrativa analítica (ou seja, em "anais"), modelo característico da historiografia romana, sobre seções cronológicas marcadas pelos eventos mais importantes de cada ano, tais como a eleição de cônsules, que são usados como pontos de referência e datação. Tito Lívio mesmo nos diz como a falta de documentação anterior a 390 a.C., próxima à época do saque de Roma pelos gauleses, tornou mais imprecisa e insegura a narração dos fatos mais antigos da história da cidade, que então se baseou em boa parte em relatos míticos, como o dos antigos reis.
A obra de Tito Lívio era originalmente composta por 142 livros, dos quais apenas 35 são hoje conhecidos. A parte conhecida são os livros 1 a 10 e 21 a 45 (com grandes lacunas nos livros 40 a 45). Um fragmento (palimpsesto) do livro 91 foi descoberto em 1772 na Biblioteca do Vaticano, contendo aproximadamente mil palavras.
Uma epítome, ou resumo de todos os livros, foi compilada no Baixo Império e é conhecida como Periochae. Sua importância para o estudo de Tito Lívio é fundamental, pois nos permite obter alguma informação sobre o conteúdo dos livros perdidos para nós. Um epítome dos livros 37 a 40 e 48 a 55 foi descoberto entre os Papiros de Oxirrinco.
Muitos autores romanos usaram a obra de Lívio como fonte, incluindo Aurélio Vítor, Cassiodoro, Eutrópio, Festo, Floro, Grânio Liciniano e Orósio. Júlio Obsequente usou a obra de Tito Lívio, ou uma fonte com acesso a ela, para escrever a sua De Prodigiis, um relato dos acontecimentos prodigiosos e sobrenaturais ocorridos em Roma desde o consulado de Cipião e Lélio (cerca de 453 ab urbe condita, isto é, cerca de 300 a.C.), até ao de Paulo Fábio e Quinto Élio (742 ab urbe condita, isto é, 11 d.C.).
Tito Lívio escreveu a maioria da sua obra durante o reinado de Augusto, embora alguns autores atuais afirmem que era partidário da República e que desejava a sua restauração. Porém, como os livros contendo a descrição do fim da República Romana e a ascensão de Augusto não chegaram aos nossos dias, não existe confirmação dessa asserção.
Uma digressão no livro nono, seções 17 a 19, sugere que os romanos teriam derrotado Alexandre, o Grande se ele tivesse vivido mais tempo e se tivesse marchado para oeste para atacá-los, o que faz destas seções o primeiro exemplo de história alternativa e ficção histórica conhecido na literatura europeia.

## Crítica
Quintiliano enumera Tito Lívio entre os maiores historiadores de todos os tempos, do mesmo nível de Heródoto; Tito Lívio "tem um charme maravilhoso, é transparente na narrativa, enquanto que seus discursos são eloquentes além do que é possível descrever, e admiravelmente adaptados em tudo que é dito tanto às circunstâncias quanto ao local. Quanto às emoções, especialmente as mais agradáveis, posso resumir dizendo que nenhum historiador já as representou com tamanha perfeição".